# Sørreisa
Sørreisa är en tätort i Sørreisa kommun i Troms fylke i norra Norge. Orten ligger längst inne i Reisafjorden,där fylkesväg 84 möter fylkesväg 86. Den utgör kommunens centralort såväl som största tätort.